# UFC 178
UFC 178: Johnson vs. Cariaso foi um evento de artes marciais mistas promovido pelo Ultimate Fighting Championship, ocorreu no dia 27 de setembro de 2014, no MGM Grand Garden Arena, em Las Vegas, Nevada, nos Estados Unidos.

## Background
O evento teria como luta principal a revanche pelo Cinturão Meio Pesado do UFC entre o campeão Jon Jones e o desafiante Alexander Gustafsson, porém Gustafsson rompeu o menisco durante os treinamentos e foi substituído por Daniel Cormier. No dia 12 de agosto de 2014, foi anunciado que Jones havia sofrido uma lesão na perna. A luta foi retirada do card principal e remarcada para o dia 3 de janeiro de 2015.
O evento também marcou o retorno do ex-Campeão Peso-Galo do UFC Dominick Cruz, que fez sua primeira aparição desde que treinou o The Ultimate Fighter: Live. Ele enfrentou Takeya Mizugaki.
Uma luta entre os leves Donald Cerrone e Khabib Nurmagomedov foi brevemente ligada ao evento, no entanto, uma lesão no joelho tirou Nurmagomedov da luta. Cerrone então foi colocado para enfrentar Bobby Green, mas o UFC removeu Green da luta para colocar o ex-campeão do Bellator MMA, Eddie Alvarez.

## Card Oficial
Nota 1 Pelo Cinturão Peso Mosca do UFC.

## Bônus da Noite
- Luta da Noite:  Yoel Romero vs.  Tim Kennedy
- Performance da Noite:  Conor McGregor e  Dominick Cruz